# 코드미러
코드미러(CodeMirror)는 브라우저에 코드 편집기를 제공하는 자바스크립트 구성 요소이다. 풍부한 프로그래밍 API를 보유하고 있으며 확장성에 초점을 둔다.
이 편집기의 최초 버전은 2007년 초에 Eloquent 자바스크립트 웹사이트의 콘솔용으로 개발되었다.